# Vlastimil Borecký
Vlastimil Borecký (1. června 1907 Praha – ?) byl český fotbalový záložník a trenér.

## Hráčská kariéra
V československé lize hrál za SK Čechie Karlín, aniž by skóroval. Krátce se objevil v rakouské lize v dresu Wiener AC, nastupoval i v nejvyšší švýcarské soutěži za FC Basel 1893. Působil také ve francouzských klubech v nižších soutěžích.
S basilejským klubem vyhrál v ročníku 1932/33 Švýcarský fotbalový pohár – první velkou trofej v historii klubu.

### Prvoligová bilance
| Ročník          | Zápasy | Góly | Minuty | Klub             |
| --------------- | ------ | ---- | ------ | ---------------- |
| I. liga 1925/26 | 2      | 0    | –      | SK Čechie Karlín |
| I. liga 1927/28 | –      | 0    | –      | SK Čechie Karlín |
| I. liga 1929/30 | –      | 0    | –      | SK Čechie Karlín |
| I. liga 1931/32 | 2      | 0    | –      | Wiener AC        |
| I. liga 1932/33 | 11     | 0    | –      | FC Basel 1893    |
| I. liga 1932/33 | 21     | 1    | –      | FC Basel 1893    |
| I. liga 1933/34 | 8      | 1    | –      | FC Basel 1893    |
| I. liga 1934/35 | –      | 0    | –      | SK Čechie Karlín |
| CELKEM I. LIGA  | –      | 0    | –      |                  |
| CELKEM I. LIGA  | 2      | 0    | –      |                  |
| CELKEM I. LIGA  | –      | –    | –      |                  |

## Trenérská kariéra
Po skončení hráčské kariéry se stal trenérem. V sezoně 1941/42 vedl prvoligový klub SK Židenice.